# 平尾圭吾
平尾 圭吾（ひらお けいご、1933年 - 2011年1月12日）は、日本の映画評論家、作家、翻訳家、エッセイスト。

## 生涯
香川県生まれ。香川県立高松高等学校を経て、慶應義塾大学文学部を卒業後、大映に入社。7年間のアメリカ大映総支配人、のち映画評論やプロ野球、競馬エッセイなどを書くほか翻訳を多く行う。

## 著書
- 『スクリーン・イングリッシュ 生きた英語への招待』（弘文堂、フロンティア・ブックス） 1965
- 『ニューヨーク遊遊記』（実業之日本社） 1980
- 『アメリカ映画ちょっといいセリフ』（実業之日本社） 1982
- 『気分はグッとアメリカン As American as apple pie』（講談社） 1985
- 『この一年バースが言いたかったこと オレはオレのやり方でやった』（徳間ブックス） 1985
- 『おれたち優勝請負い人』（講談社） 1988
- 『大穴・アメリカ流秘伝 狙って勝つ馬券戦略の本』（廣済堂出版） 1999

## 翻訳
- 『首を捜せ』（サム・S・テイラー、早川書房、世界ミステリシリーズ） 1969
- 『裏切り 組織への訣別』（ヴィンセント・テレサ, トーマス・C・レナー、早川書房） 1973
- 『スコルピオ』（マイク・ルート、早川書房、ハヤカワ・ノヴェルズ） 1973
- 『マフィア殺戮』（ニック・クォリイ、早川書房、ハヤカワ・ノヴェルズ） 1973
- 『アンブレラ・ステップ』（ジュリー・G・ギルバート、早川書房） 1974
- 『ステップフォードの妻たち』（アイラ・レヴィン、早川書房） 1974、のち文庫
- 『ジョーズ 顎』（ピーター・ベンチリー、早川書房） 1975、のち文庫
- 『タワーリングインフェルノ』（T・N・スコーシア, F・M・ロビンスン、早川書房） 1975、のち文庫
- 『ザ・ディープ』（ピーター・ペンチリー、早川書房） 1976
- 『死体が歩いた』（ロイ・ウィンザー、早川書房、世界ミステリシリーズ） 1977
- 『愛にとどきそう』（ジュリー・G・ギルバート、ハヤカワ文庫） 1978
- 『ジョーズ2』（ハンク・サールズ、サンリオ） 1978
- 『愚者は死す』（マリオ・プーヅォ、早川書房） 1980
- 『ホワイトハウス殺人事件』（マーガレット・トルーマン、早川書房） 1980
- 『摩天楼の身代金』（リチャード・ジェサップ、文春文庫） 1983
- 『キラーバード、急襲』（ウィリアム・ベイヤー、早川書房） 1984
- 『ロス市警アジア特捜隊』（ジミー・サコダ、中川剛共訳、早川書房） 1984
- 『ハワード・ザ・ダック 暗黒魔王の陰謀』（E・ウェイナー、新潮文庫） 1986
- 『ワイズガイ わが憧れのマフィア人生 クライム・ドキュメント』（ニコラス・ピレッジ、徳間書店） 1989　『グッドフェローズ』（、徳間文庫
- 『One』（リチャード・バック、ティビーエス・ブリタニカ） 1990、のち集英社文庫
- 『バースの日記。』（ランディ・バース、集英社） 1990、のち文庫
- 『雲の彼方に』（ジョナサン・バック、ティビーエス・ブリタニカ） 1994
- 『アメリカ・インディアン・howブック』（アーサー・C・パーカー、集英社） 1999
- 『大統領たちの通信簿 アメリカ人も知らないホワイトハウスの真実』（コルマック・オブライエン、集英社インターナショナル） 2004
- 『アメリカ競馬戦略9つの頂点 9人の全米トップ評論家による驚異の競馬最新理論』（アンドリュー・ベイヤー, トム・ブロハマー, スティーヴン・クリスト, スティーヴ・ダヴィッドウイッツ, デイヴ・リトフィン, ジェームズ・クイン, アラン・シューバック, ローレン・スティッチ, マイク・ウォッチメーカー、自由国民社） 2005
- 『ハーバード式3連単必勝法』（スチーブン・クリスト、集英社インターナショナル） 2008

## 参考
- http://bookweb.kinokuniya.co.jp/htm/4797671777.html